# Гамалея, Михаил Леонтьевич
Михаил Леонтьевич Гамалея (1749, имение Круподеринцы, Золотоношский уезд, Киевская губерния — 1830, Тула) — российский врач, эпидемиолог, статский советник, автор первой в Российской империи монографии о сибирской язве, «О сибирской язве и ея народном лечении, с прибавлением о скотском падеже и о осторожностях, бываемых во время падежа» (1792).

## Биография
Сын казака из рода Гамалеев, родился в имении в селе Круподеринец Золотоношского уезда Киевской губернии (позднее село вошло в состав Полтавской губернии. Образование получил в Киево-Могилянской академии, позже, по-видимому, при Санкт-Петербургском и Московском генеральных сухопутных госпиталях.
В 1769 году поступил на службу; в 1771 получил звание подлекаря, в 1778 — звание лекаря, в 1780 — штаб-лекаря. В 1787 году заключает контракт с князьями Голицыными, согласно которому Гамалея в течение 5 лет должен был регулярно объезжать соляные промыслы и заводы, чтобы обслуживать больных. Помимо своих прямых обязанностей, Гамалея одним из первых лекарей прививал детей от оспы, а также обучал способных детей основам ремесла. Голицыны щедро оплачивали его труд: ежегодно он получал 400 рублей за основную работу и 100 рублей за учеников. В год опубликования монографии о сибирской язве, двое из крепостных мальчиков, учеников Гамалеи, успешно сдали экзамены на подлекарей.
В 1792 году состоял штаб-лекарем в Перми и Оханске, затем в Пермской врачебной управе (1798).
Под конец жизни служил инспектором Тульской врачебной управы, имея чин статского советника.
В 1792 году первым в России опубликовал монографию о сибирской язве, тогда же переведенную на немецкий язык. Оставил интересное рукописное наследие.
В 1827 году был награждён орденом Святого Владимира 4-й степени.
Владел домом в Туле и приобретенными имениями в сёлах Красовка и Малые Плоты Ефремовского уезда Тульской губернии.

## Семья и дети
Супруга: Надежда Фёдоровна Гамалея.
Дети:
- Николай (27.04.1795 —15.10.1859), дослужился до действительного тайного советника.
- Михаил (08.01.1796 — 11.09.1868), тайный советник.
- Фёдор (1794 —1878)[источник не указан 1749 дней (обс.)] — председатель Одесского коммерческого суда с 1835 по 1853 гг.[источник не указан 1749 дней (обс.)]
- Иван.
- Любовь.
- Леонтий (ум. 21.05.1795 г., 3-х недель)[источник не указан 1380 дней]